# Moselfranken
|  | Dieser Artikel oder Abschnitt wurde wegen inhaltlicher Mängel auf der Qualitätssicherungsseite des Projekts Germanen eingetragen. Dies geschieht, um die Qualität der Artikel aus diesem Themengebiet auf ein akzeptables Niveau zu bringen. Bitte hilf mit, die Mängel dieses Artikels zu beseitigen, und beteilige dich an der Diskussion! |

Die Moselfranken sind in der klassischen Geschichtsschreibung eine von drei Gruppen der Franken. Sie trennten sich im 5. Jahrhundert von den Rheinfranken (auch Ripuarier genannt) und zogen nach Westen, wo sie sich am oberen Rhein und der Mosel niederließen. Der dritte Zweig der Franken, die Salfranken siedelten im Salland an der IJssel und im Rheindelta, von wo sie über Toxandrien nach Nordgallien zogen und dort unter den Merowingern das Fränkische Reich begründeten.
Heute bezeichnet man als Moselfranken die Sprecher des sog. Moselfränkischen, einer Dialektgruppe des Mittelfränkischen, die im Bereich der Mosel vorwiegend in Rheinland-Pfalz, Luxemburg und im nördlichen Saarland gesprochen wird.